# Bordușani
Borduşani é uma comuna romena localizada no distrito de Ialomiţa, na região de Muntênia. A comuna possui uma área de 224.12 km² e sua população era de 5206 habitantes segundo o censo de 2007.